# Muerte de Eduardo Frei Montalva
Eduardo Frei Montalva, presidente de la República de Chile (periodo 1964-1970), falleció el 22 de enero de 1982, a la edad de 71 años, en la Clínica Santa María de Santiago, mientras sufría una infección asociada a dos intervenciones quirúrgicas: la primera realizada el 18 de noviembre de 1981 para extirpar una hernia de hiato y la segunda el 6 de diciembre de 1981 para eliminar una obstrucción intestinal derivada de la intervención anterior.
Con posterioridad, familiares de Frei han sostenido que la muerte del exmandatario fue un homicidio. La familia Frei afirma que, días después de su intervención, su condición empeoró drásticamente y falleció de manera inesperada, a causa de un envenenamiento por la intervención de agentes de la dictadura militar chilena.
En 2004 se inició una investigación judicial bajo las reglas del antiguo proceso penal inquisitivo chileno, la que concluyó en 2019 con la condena por homicidio simple de seis procesados: el Dr. Patricio Silva Garín (médico que efectuó las operaciones); Luis Becerra Arancibia (chofer de Eduardo Frei Montalva) y Raúl Lillo Gutiérrez (exagente civil de la CNI) como coautores; Pedro Valdivia Soto (médico) en calidad de cómplice, y Helmar Rosenberg Gómez y Sergio González Bombardiere (tanatólogos que efectuaron la conservación del cuerpo) como encubridores. No se acreditó la existencia de un envenenamiento.
El 25 de enero de 2021, conociendo por vía de apelación, la Corte de Apelaciones de Santiago absolvió a todos los acusados debido a la falta de pruebas sobre el supuesto crimen, desestimando la tesis del homicidio. Esta sentencia podría ser revisada por la Corte Suprema mediante un recurso de casación. Posteriormente, el 18 de agosto de 2023 la Corte Suprema dictó la sentencia definitiva y absolvió a todos los condenados por la muerte del expresidente Frei, estableciendo que no existen antecedentes que permitan probar un homicidio y eventuales maniobras para ocultar un envenenamiento.

## Investigación judicial

### 2005
En enero de 2005, Michael Townley, un antiguo agente de la CIA, que actuó en Chile en coordinación con la DINA, la policía política de la dictadura, confirmó la relación entre dicha entidad con Eugenio Berríos, químico especialista en armas biológicas destinadas para el asesinato de opositores políticos. Berríos había sido posteriormente asesinado a finales de noviembre de 1992 en Montevideo por miembros de la inteligencia militar chilena y uruguaya como parte de la Operación Cóndor.
El juez Madrid acreditó toda la estructura de los médicos, enfermeras y funcionarios que operaban en la Clínica Santa Lucía, la que posteriormente se trasladó a la calle Almirante Barroso y luego, ya en los años 80 cuando la CNI reemplazó a la DINA, hasta Isidora Goyenechea.  A raíz de estas pesquisas, el magistrado logró conocer -hasta ahora- que los médicos Pedro Valdivia y Rodrigo Vélez trabajaron en la DINA y a su vez lo hicieron en la Clínica Santa María. El primero de los especialistas trabaja actualmente en la Clínica Alemana, mientras que el segundo lo hace en el Hospital Militar. Pero hay más. Los detectives también establecieron que la enfermera jefa de una de las clínicas de la DINA, Eliana Borumburu, mantenía nexos operativos y familiares con funcionarios del Hospital Clínico de la Universidad Católica, precisamente desde donde salieron los médicos Helmar Rosemberg y Sergio González Bombardiere, quienes efectuaron una autopsia no autorizada al cuerpo de Frei. El informe de la policía también detalla que en las clínicas de la DINA trabajó Osvaldo Pinchetti Gac, conocido como ‘El Hipnotizador’ o ‘Doctor Tormento’. De hecho, el magistrado integró una declaración de un compañero del carabinero Manuel Leyton -que en 1977 murió en forma similar a Frei- donde revela las labores de Pinchetti para hacer desaparecer a personas. “Pude ver que el doctor Pinchetti los inyectó en un brazo, ignoro con qué, pero los detenidos cayeron todos muertos instantáneamente”, relató un exagente de la DINA identificado con las siglas EVT el año 2003 en otra investigación judicial.

### 2006
Durante el año 2006, la exhumación del cadáver del expresidente no arrojaría datos claves. Sin embargo, el juez de la causa logró acumular diversas evidencias que le hicieron sospechar de que la muerte de Frei podría tratarse de una operación de inteligencia fraguada para sacarlo de la escena política. Hacia 1982, Frei se alzaba como unos de los personajes más influyentes de la oposición a Pinochet.
La primera de dichas pruebas fue el hallazgo, a fines de 2002, del informe de una desconocida autopsia -rolada 9/82-, olvidado durante más de 20 años en el Departamento de Anatomía Patológica del Hospital Clínico de la Universidad Católica. Un cercano a la familia Frei dio el aviso y el documento -firmado por el doctor Helmar Rosenberg- fue entregado al ministro Madrid. El juez ordenó a la policía incautar todo la documentación y antecedentes relativos a la muerte del exmandatario que hubiera en esas dependencias, decretando posteriormente una serie de diligencias para establecer la antigüedad del papel, pero en el Laboratorio de Criminalística de Investigaciones (Lacrim) no lograron establecer la fecha exacta del documento. La posibilidad que la autopsia pudiera ser falsa le dio nuevos indicios que se sumaban a las extrañas peticiones hechas desde el Bacteriológico (hoy Instituto de Salud Pública) de toxina botulínica a Brasil en los años 1980, la muerte -en diciembre de 1981- de reos comunes e intoxicación de miristas en la Cárcel Pública de Santiago, y al descubrimiento del Laboratorio de Guerra Bacteriológica del Ejército, ubicado en Carmen 339, Santiago, dependencias que hoy albergan al Archivo Judicial.
Sin embargo, el 17 de agosto de ese año, Augusto Larraín, el médico encargado de la primera intervención quirúrgica de Frei, señaló que la muerte del exmandatario se debía a la inoculación de un agente químico.

Mi opinión es que hubo un agente químico externo, pero no puedo decir qué fue, quién lo puso, cómo lo pusieron. [...] No había ningún signo de inflamación peritoneal, o sea no había gérmenes, era un abdomen absolutamente limpio, libre. En cambio, esta lesión, que yo no había visto nunca, que no la he visto nunca después, sólo podía explicarse por una irritación química local
Dr. Augusto Larraín, cirujano, 17 de agosto de 2006.

Al lo anterior, se suma que el 28 de noviembre de 1974 el general Augusto Lutz murió a causa de una septicemia; se inició un sumario, pero nunca se dieron a conocer los resultados. La familia -especialmente su hija- ha denunciado que la muerte fue provocada. Su hija ha hecho múltiples declaraciones en las que compara la muerte de su padre con la de Eduardo Frei M.

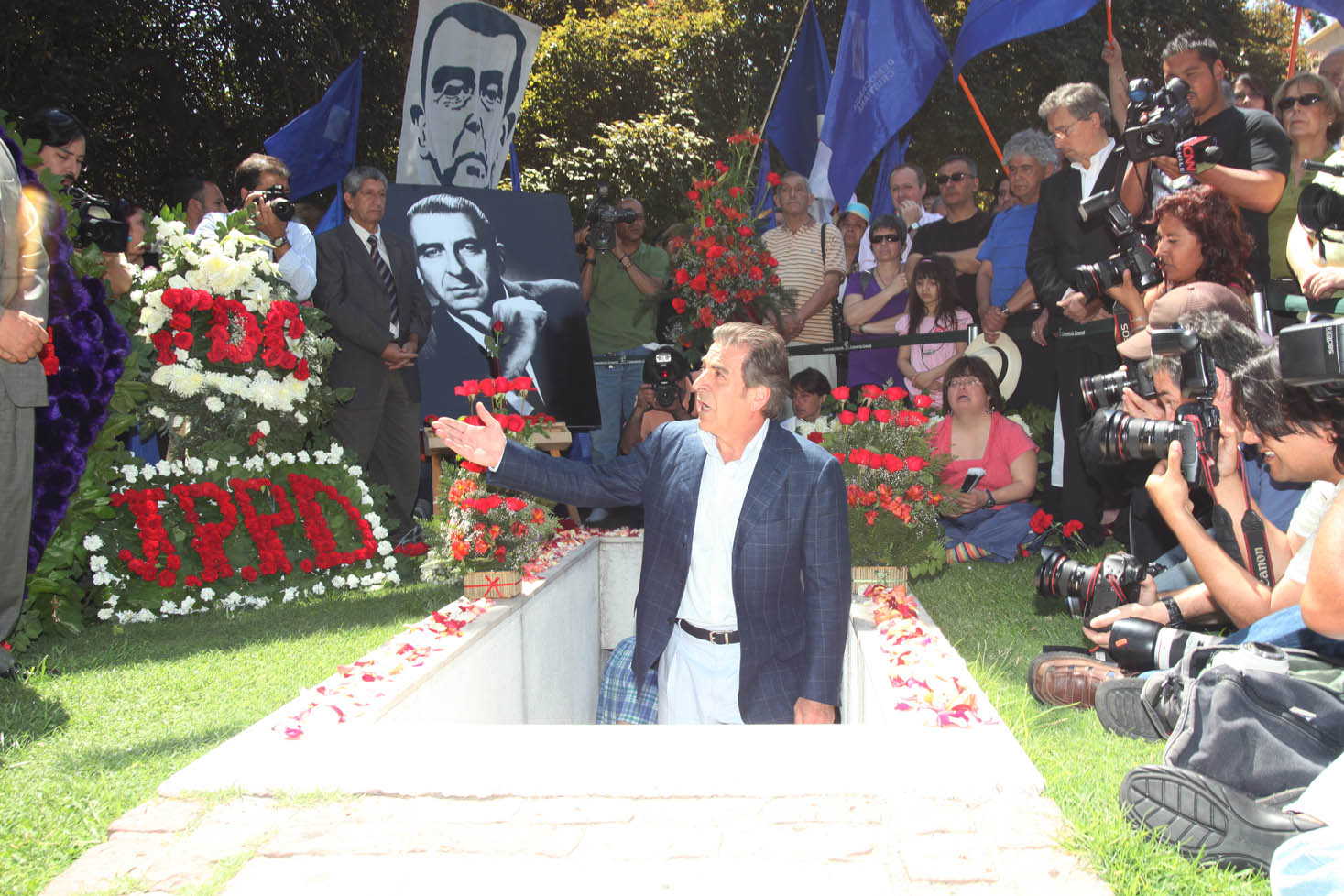
Eduardo Frei Ruiz-Tagle preside una romería en la tumba de su padre tras el procesamiento de los presuntos implicados en su muerte, en diciembre de 2009.

### 2009
El  lunes 7 de diciembre de 2009 el juez Alejandro Madrid, ministro de Corte en visita extraordinaria, dicta una resolución judicial donde establece que el fallecimiento de Frei Montalva habría sido ocasionado por la introducción paulatina de sustancias tóxicas no convencionales, por la aplicación de productos farmacológicos no autorizados y por la ocurrencia de situaciones anómalas que fueron disimuladas y que deterioraron su sistema inmunitario, procesando y ordenando la detención de seis personas, cuatro de ellas médicos, en calidad de autores, cómplices o encubridores del crimen.
Los imputados son:
1. Luis Becerra Arancibia, exchofer de Frei Montalva, como autor del referido ilícito;
2. Helmar Rosenberg Gómez y Sergio González Bombardiere, patólogos a cargo de la autopsia al exmandatario, como encubridores del delito;
3. Los médicos Patricio Silva Garín, como autor del delito, y Pedro Valdivia Soto, como cómplice del delito;
4. El exagente de la DINA, la CNI y la DINE, Raúl Lillo, como autor del delito.

Entre ellos se encuentran personas de confianza de la familia Frei e incluso uno de ellos había ocupado un cargo en el gobierno de Eduardo Frei Montalva (Patricio Silva, como subsecretario de Frei y sobrino del Cardenal Raúl Silva Henríquez, había firmado la declaración final del Tacnazo, la última crisis del Gobierno de Frei).

Que, toda esta serie de hechos, irregulares y situaciones abiertamente sospechosas [...] lo que sumado al contenido de los informes periciales [...] constituyen un conjunto de
presunciones judiciales que apreciadas en conformidad a la ley permiten a este tribunal tener por suficientemente comprobado que el fallecimiento [...] fue ocasionado por la introducción paulatina de sustancias tóxicas no convencionales, por la aplicación de un producto farmacológico no autorizado, denominado “Transfer Factor”, y por la ocurrencia de diversas situaciones anómalas, que pudieron ser disimuladas como inadvertencias o negligencias que paulatinamente deterioraron su sistema inmunitario y facilitaron la aparición de bacterias oportunistas, tales como las denominadas “proteus vulgaris” y “candida albicans”, que resultaron ser la causa final de su muerte y dieron la apariencia que su deceso ocurrió por complicaciones derivadas de las intervenciones quirúrgicas a que fue sometido, haciendo imperceptible la intervención de terceros en su fallecimiento.
Auto de procesamiento dictado en causa Rol Nº 7.981-B, el 7 de diciembre de 2009, por Alejandro Madrid Crohare, Ministro en visita extraordinaria

A partir de la resolución antes mencionada, la muerte de Eduardo Frei Montalva sería el primer magnicidio en la historia chilena, al tratarse del único expresidente chileno que ha sido asesinado.
El abogado de la familia, Álvaro Varela (padre de Manuel Varela), culpó al exministro de Defensa, Patricio Rojas, de haber ocultado la autopsia hecha al mandatario en su habitación de la Clínica Santa María, y sostuvo el 15 de diciembre de 2009  que, si bien no hay pruebas de responsabilidad del fallecido dictador Augusto Pinochet Ugarte en el homicidio, habría indicios de que pudiera haberlo aprobado.
El 25 de diciembre de 2009, el sitio web de la Clínica Santa María sufrió un ataque informático, siendo reemplazado el logo de la Clínica por una foto del expresidente asesinado y la leyenda: "Recuerden, aquí dejaron que un presidente de la República fuera asesinado. Cree usted que este holding de salud deje que esto suceda nuevamente... Eso queda a su criterio".
La intervención alcanzó a estar en línea algunos minutos, hasta que el equipo técnico encargado del sitio lo dejó fuera de servicio hasta solucionar el problema.
El expresidente y excandidato a la presidencia de Chile de la opositora Concertación de Partidos por la Democracia,  Eduardo Frei Ruiz-Tagle, afirmó que continuará sin descanso la investigación de este y de muchos otros casos no concluidos; asimismo, manifestó que de llegar a la presidencia impulsará los juicios contra los militares que formaron parte de la dictadura. El candidato de la oficialista Coalición por el Cambio, el expresidente Sebastián Piñera, sostuvo también que es partidario de que se conozca la verdad del asesinato del expresidente, aunque se le ha reprochado que apoyó en 1995 una iniciativa de derechos humanos (Proyecto Otero-Figueroa) que fracasó, porque constituiría "un intento de dar un punto final a las violaciones cometidas por la dictadura militar".
Desde su cuenta de Twitter, José Piñera Echenique, hermano de Sebastián Piñera, acusó "uso electoral obsceno" de Frei Ruiz-Tagle respecto al asesinato de su padre.
La expresidenta Michelle Bachelet, indicó a Associated Press que el expresidente Frei Montalva denunció las violaciones a los derechos humanos y probablemente eso motivó esta criminal acción en su contra, que le costó la vida, agregando "en Chile la justicia tarda pero llega". Ante esta situación, el por el entonces comandante en jefe del Ejército de Chile, general Óscar Izurieta, aseguró a los periodistas que el Ejército no tiene responsabilidad institucional en la muerte del expresidente y sostuvo que las culpabilidades "son personales", sosteniendo "que por el bien de Chile se llegue a la verdad y se aplique la plena justicia".
Cabe señalar que el informe pericial en que se basó la referida resolución del juez Alejandro Madrid, ha sido criticado por el equipo médico que participó en la cirugía de Frei Montalva, tanto como sobre la base de razones científicas.
El 18 de diciembre de 2009 , la Octava Sala de la Corte de Apelaciones dejó sin efecto los procesamientos dictados por el juez Alejandro Madrid en contra de Patricio Silva Garín y Pedro Valdivia, por su presunta participación en la muerte del expresidente Eduardo Frei Montalva. Silva Garín, quien estaba encausado como autor de homicidio, dejará su lugar de reclusión en el regimiento de Peñalolén, mientras que Valdivia, procesado como cómplice, abandonará la Cárcel de Alta Seguridad (CAS).En fallo unánime, los ministros Juan Manuel Muñoz Pardo, Amanda Valdovinos y el abogado integrante Jorge Lagos, acogieron la presentación de la defensa de Silva Garín por considerar que no se reúnen los requisitos de participación criminal del médico.

“No resulta posible discernir la existencia de presunciones fundadas de participación pues las que allí se mencionan conforman también un conjunto de presunciones derivadas de la calidad de médico militar y de funcionario de alta jerarquía política del Gobierno del Presidente Eduardo Frei Montalva, pero no revelan la conexión precisa con el hecho punible, esto es, el homicidio de expresidente de la República” “tampoco se ha probado que haya forzado o inducido directamente a otro a ejecutarlo ni se ha acreditado que haya habido concierto para la ejecución del ilícito o que haya facilitado los medios para perpetrarlo”
Fallo del Tribunal

#### Cable de la embajada de los Estados Unidos
Un cable de 2009 de la embajada estadounidense en Santiago de Chile ―filtrado por WikiLeaks― se refirió la supuesta complicidad de médicos del Departamento de Anatomía Patológica de la Pontificia Universidad Católica en la muerte de Frei Montalva, el 22 de enero de 1982:

Menos de una hora después de su muerte [de Frei], médicos del Departamento de Anatomía Patológica de la Universidad Católica fueron a la clínica Santa María y efectuaron la autopsia de Frei, sin  autorización de la familia. La inusual autopsia fue supuestamente efectuada en la habitación del hospital donde Frei murió, usando una escalera para colgar el cuerpo cabeza abajo para drenar sus fluidos en una tina [bañera]. Algunos órganos, y en particular aquellos cuya composición química podría indicar envenenamiento, fueron extraídos y destruidos, y el cuerpo fue embalsamado.
Cable secreto de la embajada de Estados Unidos en Santiago de Chile, del 11 de diciembre de 2009

No obstante, este cable sólo recoge información de fuentes abiertas, y también deja constancia de los cuestionamientos a la investigación.

### 2014
El 9 de abril de 2014 aparece un testimonio clave que confirmaría el asesinato de Frei Montalva. De parte de Andrés Valenzuela, alias "Papudo", exagente represor de la dictadura, exagente del Comando Conjunto, quien encontrándose en Chile hace un mes fue sometido a comparecencias. Asegurando al juez Madrid tener información que el líder DC que fue "envenenado con compresas infectadas".

Estando yo en la embajada de Chile en Perú, un colega de nombre Álex Carrasco me comentó que su esposa habría escuchando en la Clínica que trabajaba, que no recuerdo el nombre, que a Eduardo Frei lo habían envenenado aplicando compresas infectadas en la herida dejada por la operación que le practicaron[...] Al presidente Eduardo Frei Montalva lo envenenaron usando una venda infectada [...] Entraron a su pieza, en la UTI, y lo envenenaron. Había una organización de la dictadura para eliminar personas, asegura hasta la fecha Eduardo Frei sobre el supuesto crimen de su padre [...]
Declaraciones dadas el 7 de marzo de ese año. Que poco después tuvo acceso el periódico semanal Cambio 21.

Serían unos vendajes mojados con bacterias resistentes, según las declaraciones. Y toxinas importadas desde Brasil y manipuladas por el químico Eugenio Berríos, quien fue asesinado en Uruguay en 1992.
Valenzuela fue el primer agente que desertó de los organismos de seguridad y de una institución militar y huyó del país, tras revelar secuestros, torturas y detalles de la desaparición de muchas víctimas de la represión.
En 1984, se fue a Francia y volvió después a Chile después de 30 años según declaró "para solucionar y cooperar con todos los casos de derechos humanos, con la finalidad de cerrar ciclos".
En octubre de ese mismo año el juez especial de Chile, Alejandro Madrid Crohare confirmó el cierre del sumario de la investigación al determinar que fue asesinado por agentes de inteligencia del régimen del general Augusto Pinochet.
Con este cierre, actualmente permanecen procesadas seis personas como presuntos autores, cómplices y encubridores en el marco del presunto envenenamiento al exmandatario, ocurrido en enero de 1982, mientras se recuperaba de una cirugía digestiva en la Clínica Santa María.
Aunque se da una oportunidad a las partes involucradas en el caso de 15 días para insistir en que se reabra la investigación por nuevas diligencias, o de lo contrario, el ministro Madrid comenzará las nuevas etapas en este proceso judicial que podría terminar eventualmente en una sentencia condenatoria.

### 2017
En agosto de 2017 la justicia civil a cargo del juez Alejandro Madrid acusó a los 6 procesados y confirmó que el expresidente fue asesinado. El 11 de septiembre de ese año y en el acto conmemorativo al golpe militar la presidenta Michelle Bachelet mencionó a Frei Montalva como primer mandatario asesinado.

## Condena en primera instancia
El 30 de enero de 2019, se dio a conocer el fallo de primera instancia del caso en el que, en 811 páginas, el juez Alejandro Madrid ratificó que la muerte del exmandatario fue un homicidio simple. Se condenó por el delito de homicidio a seis procesados: Luis Becerra Arancibia (chofer de Eduardo Frei Montalva) y Raúl Lillo Gutiérrez (exagente civil de la CNI), ambos condenados como coautores del delito con pena efectiva de siete años de presidio; Pedro Valdivia Soto (médico), fue sancionado con la pena efectiva de cinco años de presidio, en calidad de cómplice; Helmar Rosenberg Gómez (tanatólogo) y Sergio González Bombardiere (tanatólogo), condenados a tres años de presidio, como encubridores, con el beneficio de la remisión condicional de la pena; y al médico Patricio Silva Garín, en su calidad de autor, fue condenado a una pena de diez años de cárcel.
El fallo judicial descarta la tesis del envenenamiento, por lo que no estaría probado el homicidio calificado. En su lugar, alude a que un grupo de personas habría ejecutado una serie de acciones y omisiones (como demorar la segunda cirugía) que conformarían una mala praxis médica dolosa que habría ocasionado la muerte del expresidente. En consecuencia, estableció condenas por homicidio simple.
La sentencia del ministro en visita recibió fuertes críticas públicas desde la prensa, abogados y médicos, debido a su supuesta falta de coherencia al descartar el envenenamiento y aun así determinar la existencia de un homicidio, sin que quede claro de qué manera se habrían concertado para ocasionar la muerte del expresidente las distintas personas que serían responsables. Las partes apelaron ante la Corte de Apelaciones de Santiago.
El subsecretario de Redes Asistenciales del Gobierno de Sebastián Piñera, Luis Castillo, quien fuera director de la Red de Salud UC, fue eximido de toda responsabilidad penal en el caso, según consta en el fallo.

## Segunda instancia y absolución

### 2019
El 8 de mayo, encontrándose pendiente el fallo de las apelaciones, falleció a los 90 años y en su casa el Dr. Patricio Silva Garín, condenado en primera instancia como autor de homicidio.

### 2020
El 12 de junio de 2020, a sus 85 años, murió el Dr. Helmar Rosenberg, condenado en primera instancia como encubridor. A pesar del sobreseimiento definitivo de este y del Dr. Silva Garín a causa de sus muertes, la Corte de Apelaciones admitió que sus defensas hicieran alegatos para permitir la posibilidad de establecer la ausencia de su responsabilidad penal por no haber existido el delito o no haber tenido participación en él.

### 2021
El 7 de enero de 2021 falleció el Dr. Sergio González Bombardiere, condenado en primera instancia por encubrimiento.
El 25 de enero de 2021 la novena sala de la Corte de Apelaciones de Santiago, por fallo unánime, absolvió a todos los acusados (incluso a los tres que habían fallecido) debido a la falta de prueba sobre las acusaciones formuladas en la investigación, estableciendo que el expresidente falleció por causa de una infección asociada a la cirugía. A juicio del tribunal de alzada, no existió un actuar doloso ni culposo por parte de los médicos tratantes ni de los que efectuaron el procedimiento para conservar el cuerpo, quienes habrían actuado en todo momento conforme a la lex artis médica. Tampoco habría indicios de la intervención de otras personas o de envenenamiento.
La Corte de Apelaciones de Santiago resolvió:

“(...)la prueba reunida durante la tramitación del proceso, valorada en conformidad a la ley, no ha logrado demostrar que el fallecimiento del expresidente de la República Eduardo Frei Montalva sea imputable a alguna acción dolosa o culposa de uno o más terceros, como tampoco a alguna omisión atribuible a quienes en su condición de médicos se hallaban en posición de garante de su vida atendido su estado de salud”.

En una entrevista, los jueces de segunda instancia comentaron que el problema del caso radicaba en el establecimiento de los hechos, y no en la teoría jurídica aplicable. Sobre aquello, coincidieron en que –atendido el contexto histórico, en una época en que hubo varios asesinatos políticos–, la tesis de que Eduardo Frei haya sido asesinado era plausible. Sin embargo, la convicción a la que llegaron, analizados los antecedentes de la causa, fue precisamente la contraria:

"–¿Tienen la convicción de que no fue asesinado?

[Ministro Jaime Balmaceda Errázuriz]: La ley lo que nos exigía [para confirmar la sentencia condenatoria] es adquirir la convicción de que se había cometido un delito y de que los acusados tenían participación, y no la alcanzamos. Tenemos la convicción contraria de que no se cometió un homicidio. Creemos que no se lo envenenó y no hubo mala praxis. No es que no esté probado, no hay homicidio.

[Ministra Paola Plaza González]: El estudio de la causa nos condujo a la convicción que se expresa en nuestra sentencia".

A diferencia del fallo de primera instancia, la sentencia de la Corte de Apelaciones no ha sido objeto de mayores cuestionamientos en el ámbito jurídico –aparte de los recursos de casación por parte de los querellantes–, recibiendo incluso alabanzas de algunos abogados y parte de la prensa por su redacción clara y su calidad técnica. Asimismo, también se ha destacado la independencia con la que habrían obrado los sentenciadores al dictar una sentencia que, por oponerse a las pretensiones de algunos partidos políticos y del Gobierno, pondría en riesgo sus carreras judiciales (en particular, sus posibilidades de llegar a la Corte Suprema).
Por otra parte, la resolución produjo indignación en miembros de la familia Frei y ha sido fuertemente criticada por, entre otros, parlamentarios del Partido Demócrata Cristiano, quienes han manifestado "que el fallo [...] indigna" y que "niega justicia a las víctimas de la dictadura".

### 2023
El 18 de agosto de 2023 la Corte Suprema de Chile dictó la sentencia definitiva y absolvió a todos los condenados por la muerte de Eduardo Frei Montalva, estableciendo que no existen antecedentes que permitan probar un homicidio y eventuales maniobras para ocultar un envenenamiento.